# Équipe cycliste UnitedHealthcare

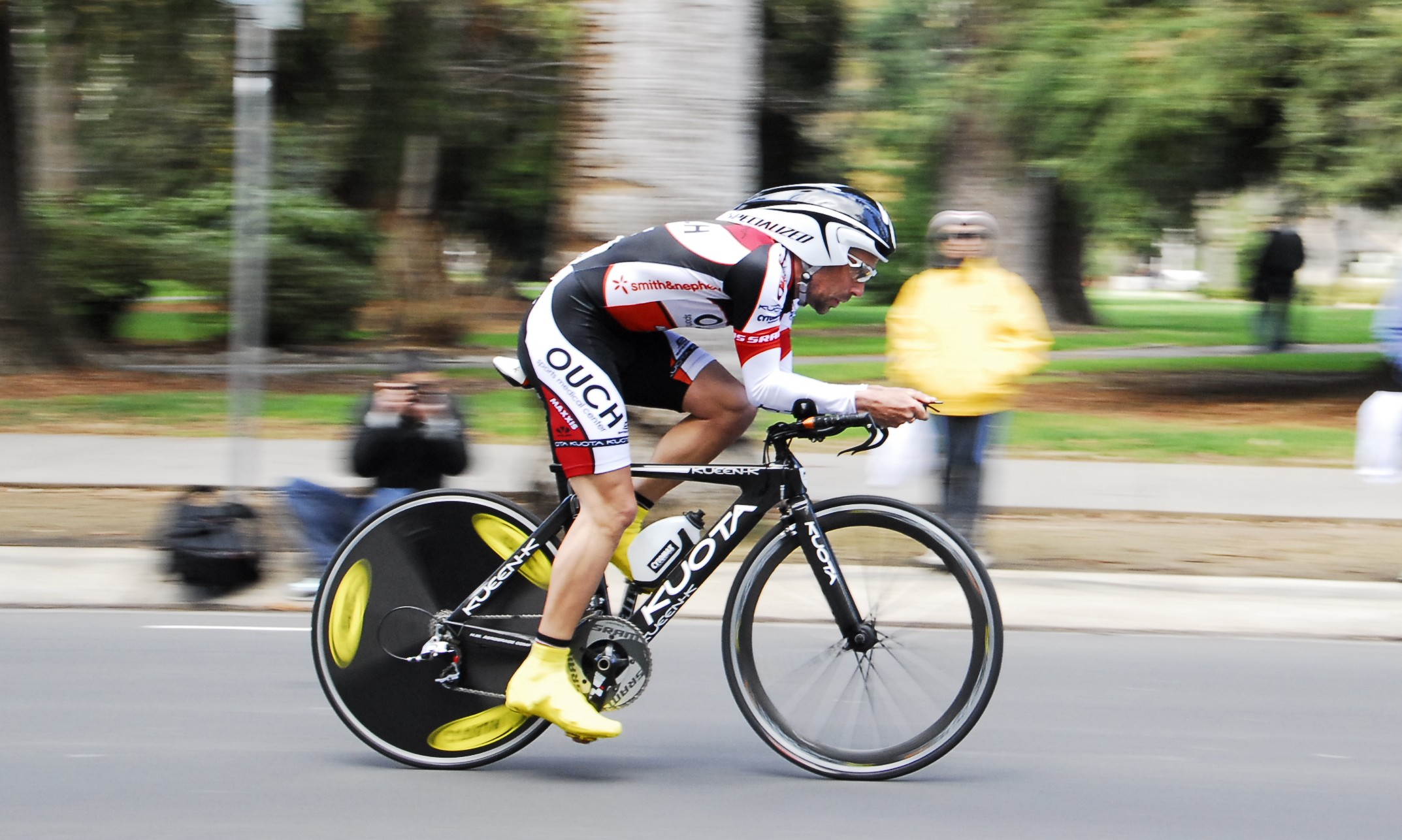
Timothy Johnson au Tour de Californie 2009

Cet article concerne l'équipe cycliste masculine. Pour l'équipe féminine, voir équipe cycliste UnitedHealthcare Women's.
L'équipe cycliste UnitedHealthcare est une équipe continentale professionnelle américaine de cyclisme sur route, active entre 2003 et 2018. Une équipe cycliste féminine fait également partie de la même structure.

## Histoire de l'équipe
L'équipe est fondée en 2003. À partir de 2006, elle fait partie des équipes continentales professionnelles. En 2008, elle redevient une équipe continentale. L'équipe change de nom en 2009, du fait de l'arrivée du sponsor OUCH, pour désormais s'appeler OUCH-Maxxis. De plus l'équipe a engagé l'Américain Floyd Landis, de retour de suspension de dopage. En 2010, l'équipe devient UnitedHealthcare-Maxxis, puis UnitedHealthcare Pro Cycling  en 2011.
En août 2018, Momentum Sports, le propriétaire des équipes UnitedHealthcare, annonce être à la recherche d'un sponsor pour assurer l'avenir de l'équipe en 2019. Après neuf années, UnitedHealthcare se retire à la fin de la saison 2018. La société mère UnitedHealth Group est également propriétaire de Rally Health et sponsorise l’équipe professionnelle de Rally Cycling. Après un changement de direction, elle a décidé de ne conserver qu’une seule équipe, en l'occurrence Rally Cycling. L'équipe s'arrête également, faute de sponsors. Le propriétaire Thierry Attias, souhaite revenir en 2020 avec un nouveau sponsor.

## Principales victoires

### Championnats du monde
- Championnat du monde du scratch en 2013 (Martyn Irvine)

### Courses d'un jour
- Reading Classic : 2006 (Greg Henderson)
- Philadelphia Cycling Classic : 2013 et 2014 (Kiel Reijnen)
- Chrono Kristin Armstrong : 2018 (Serghei Țvetcov)

### Courses par étapes
- Redlands Classic : 2005 (Chris Wherry)
- Sea Otter Classic : 2005 (Doug Ollerenshaw)
- Tour de Taiwan : 2006 (Kirk O'Bee) et 2008 (John Murphy)
- Tour of the Gila : 2012 (Rory Sutherland) et 2013 (Philip Deignan)
- Tour de Beauce : 2012 (Rory Sutherland)
- Joe Martin Stage Race : 2014 (John Murphy)
- Tour de Hongrie : 2017 (Daniel Jaramillo)
- Tour de Roumanie : 2018 (Serghei Țvetcov)
- Tour de Corée : 2018 (Serghei Țvetcov)
- Colorado Classic : 2018 (Gavin Mannion)

### Championnats nationaux
- Champion des Antilles néerlandaises sur route : 2
  - Course en ligne : 2008 (Marc de Maar)
  - Contre-la-montre : 2008 (Marc de Maar)
- Champion d'Australie sur route : 2
  - Contre-la-montre : 2006 et 2007 (Nathan O'Neill)
- Champion du Canada sur route : 2
  - Course en ligne : 2004 (Gordon Fraser)
  - Contre-la-montre : 2007 (Ryder Hesjedal)
- Champion de Curaçao sur route : 2
  - Course en ligne : 2012 (Marc de Maar)
  - Contre-la-montre : 2012 (Marc de Maar)
- Champion des États-Unis sur route : 3
  - Critérium : 2005 (Tyler Farrar) et 2014 (John Murphy)
  - Contre-la-montre espoirs : 2004 (Tyler Farrar)
- Champion de Nouvelle-Zélande sur route : 1
  - Course en ligne : 2006 (Hayden Roulston)

## Classements UCI
Jusqu'en 1998, les équipes cyclistes sont classées par l'UCI dans une division unique. En 1999 le classement UCI par équipes est divisé entre GSI, GSII et GSIII. L'équipe est classée parmi les Groupes Sportifs III (GSIII), la troisième division des équipes cyclistes professionnelles. Les classements donnés ci-dessous sont ceux de la formation en fin de saison.
| Saison | Classement par équipes | Meilleur coureur au classement individuel |
| ------ | ---------------------- | ----------------------------------------- |
| 2003   | 43e (GSIII)            | Mike Sayers (802e)                        |
| 2004   | 9e (GSIII)             | Gordon Fraser (338e)                      |

L'équipe participe aux différents circuits continentaux et en particulier l'UCI America Tour. Le tableau ci-dessous présente les classements de l'équipe sur ces circuits, ainsi que son meilleur coureur au classement individuel.
UCI Africa Tour
| Saison | Classement par équipes | Meilleur coureur au classement individuel |
| ------ | ---------------------- | ----------------------------------------- |
| 2012   | 21e                    | Jay Robert Thomson (127e)                 |
| 2017   | 16e                    | Christopher Jones (74e)                   |

UCI America Tour
| Saison | Classement par équipes | Meilleur coureur au classement individuel |
| ------ | ---------------------- | ----------------------------------------- |
| 2005   | 1re                    | Chris Wherry (3e)                         |
| 2006   | 5e                     | Gregory Henderson (6e)                    |
| 2007   | 8e                     | Frank Pipp (39e)                          |
| 2008   | 11e                    | Kirk O'Bee (38e)                          |
| 2009   | 15e                    | Andrew Pinfold (57e)                      |
| 2010   | 10e                    | Marc de Maar (45e)                        |
| 2011   | 7e                     | Robert Förster (27e)                      |
| 2012   | 3e                     | Rory Sutherland (1er)                     |
| 2013   | 1re                    | Kiel Reijnen (4e)                         |
| 2014   | 6e                     | Kiel Reijnen (4e)                         |
| 2015   | 4e                     | Kiel Reijnen (9e)                         |
| 2016   | 8e                     | Marco Canola (30e)                        |
| 2017   | 3e                     | Gavin Mannion (6e)                        |
| 2018   | 1re                    | Gavin Mannion (1er)                       |

UCI Asia Tour
| Saison | Classement par équipes | Meilleur coureur au classement individuel |
| ------ | ---------------------- | ----------------------------------------- |
| 2006   | 13e                    | Kirk O'Bee (24e)                          |
| 2007   | 22e                    | Shawn Milne (27e)                         |
| 2008   | 24e                    | John Murphy (29e)                         |
| 2011   | 20e                    | Robert Förster (23e)                      |
| 2012   | 24e                    | Jake Keough (18e)                         |
| 2013   | 27e                    | Jake Keough (38e)                         |
| 2014   | 18e                    | Robert Förster (48e)                      |
| 2015   | 27e                    | Marco Canola (91e)                        |
| 2016   | 13e                    | Daniel Jaramillo (33e)                    |
| 2017   | 13e                    | Daniel Jaramillo (69e)                    |
| 2018   | 14e                    | Serghei Țvetcov (16e)                     |

UCI Europe Tour
| Saison | Classement par équipes | Meilleur coureur au classement individuel |
| ------ | ---------------------- | ----------------------------------------- |
| 2005   | 96e                    | Tyler Farrar (326e)                       |
| 2006   | 103e                   | Karl Menzies (571e)                       |
| 2007   | 120e                   | Russell Downing (819e)                    |
| 2011   | 66e                    | Rory Sutherland (370e)                    |
| 2012   | 40e                    | Boy van Poppel (72e)                      |
| 2013   | 89e                    | Jake Keough (510e)                        |
| 2014   | 48e                    | Marc de Maar (77e)                        |
| 2015   | 69e                    | Daniele Ratto (203e)                      |
| 2016   | 123e                   | Janez Brajkovič (1018e)                   |
| 2017   | 84e                    | Jonathan Clarke (596e)                    |
| 2018   | 109e                   | Serghei Țvetcov (757e)                    |

UCI Oceania Tour
| Saison | Classement par équipes | Meilleur coureur au classement individuel |
| ------ | ---------------------- | ----------------------------------------- |
| 2006   | 5e                     | Gregory Henderson (10e)                   |
| 2007   | 2e                     | Karl Menzies (2e)                         |
| 2008   | 6e                     | Rory Sutherland (8e)                      |
| 2009   | 19e                    | Karl Menzies (37e)                        |
| 2010   | 27e                    | Jonathan Clarke (82e)                     |
| 2012   | 15e                    | Jake Keough (44e)                         |
| 2014   | 10e                    | Karl Menzies (43e)                        |
| 2015   | 9e                     | John Murphy (33e)                         |
| 2016   | 7e                     | Jonathan Clarke (27e)                     |
| 2017   | 13e                    | Travis McCabe (50e)                       |

## UnitedHealthcare en 2018
| Effectif 2018                              | Effectif 2018     | Effectif 2018 | Effectif 2018                                |
| Cycliste                                   | Date de naissance | Pays          | Équipe précédente                            |
| ------------------------------------------ | ----------------- | ------------- | -------------------------------------------- |
| Janier Acevedo                             | 6 décembre 1985   | Colombie      | Jamis (2016)                                 |
| Carlos Alzate                              | 23 mars 1983      | Colombie      | Team Exergy (2012)                           |
| Alexander Cataford                         | 1 septembre 1993  | Canada        | Silber Pro Cycling (2016)                    |
| Jonathan Clarke                            | 18 décembre 1984  | Australie     | Jelly Belly (2009)                           |
| Daniel Eaton                               | 4 juillet 1993    | États-Unis    | Axeon (2015)                                 |
| Lucas Sebastián Haedo                      | 18 avril 1983     | Argentine     | Jamis (2016)                                 |
| Adrian Hegyvary                            | 5 janvier 1984    | États-Unis    |                                              |
| Daniel Jaramillo                           | 15 janvier 1991   | Colombie      | Jamis-Hagens Berman (2015)                   |
| Luke Keough                                | 10 août 1991      | États-Unis    | SmartStop-Mountain Khakis (2012)             |
| Gavin Mannion                              | 24 août 1991      | États-Unis    | Drapac Professional Cycling (2016)           |
| Eric Marcotte                              | 8 février 1980    | États-Unis    | Cylance (2017)                               |
| Travis McCabe                              | 12 mai 1989       | États-Unis    | Holowesko-Citadel-Hincapie Sportswear (2016) |
| Lachlan Norris                             | 21 janvier 1987   | Australie     | Drapac Professional Cycling (2016)           |
| Tanner Putt                                | 21 avril 1992     | États-Unis    | Bissell Development (2014)                   |
| Serghei Țvetcov                            | 29 décembre 1988  | Roumanie      | Jelly Belly-Maxxis (2017)                    |
| Hugo Velázquez                             | 16 juillet 1992   | Argentine     |                                              |
|                                            |                   |               |                                              |
| Sources : ProCyclingStats Cycling Quotient |                   |               |                                              |

## Saisons précédentes
- UnitedHealthcare en 2014
- UnitedHealthcare en 2015
- UnitedHealthcare en 2016
- UnitedHealthcare en 2017
- UnitedHealthcare en 2018